# علا الشبلی
علا الشبلی (عربی: علاء الشبلي؛ زادهٔ ۳ مهٔ ۱۹۹۰) یک بازیکن فوتبال اهل سوریه است.
از باشگاه‌هایی که در آن بازی کرده‌است می‌توان به باشگاه فوتبال الکرامه سوریه و تیم ملی فوتبال سوریه اشاره کرد.
وی همچنین در تیم‌های ملی فوتبال زیر ۱۷ سال سوریه زیر ۲۰ سال سوریه Syria U-23 سوریه بازی کرده است.